# A Dictionary of the English Language
A Dictionary of the English Language est un dictionnaire de langue anglaise rédigé par Samuel Johnson et publié le 15 avril 1755. Édité quelquefois sous le nom de Johnson's Dictionary, il est parmi les dictionnaires qui ont eu le plus d'influence dans l'histoire de la langue anglaise.
Comme les dictionnaires disponibles à l'époque, c'est-à-dire en juin 1746, ne donnaient pas satisfaction, un groupe de libraires-éditeurs londoniens, dont Thomas Longman, passa un contrat avec Johnson pour qu'il écrive un dictionnaire contre une somme de 1 500 guinées, soit environ 220 000 £ de 2009. Johnson mit presque neuf ans pour achever le travail, bien qu'il eût affirmé être capable de le terminer en trois. Il est remarquable qu'il l'ait fait à lui tout seul, avec pour toute aide celle d'un secrétaire qui recopiait les citations qu'il avait marquées dans des livres et qui devaient servir d'exemples. Johnson produisit plusieurs éditions révisées au cours de sa vie.
Jusqu'à l'achèvement de l'Oxford English Dictionary, 150 ans plus tard, celui de Johnson fut considéré comme le dictionnaire anglais de référence. Selon Walter Jackson Bate, ce dictionnaire « se classe facilement comme un des plus importants monuments d'érudition et probablement le plus grand jamais réalisé par un homme seul ayant travaillé dans de telles difficultés et dans un temps comparable ». La seule œuvre qui puisse un tant soit peu lui être comparée est le dictionnaire de la langue française composé par Émile Littré entre 1847 et 1865.

## Arrière-plan
Cent ans plus tôt, les gens regardaient encore les livres avec une sorte de crainte respectueuse, mais ce n'était plus le cas vers le milieu du XVIIIe siècle. Comme le grand public savait de mieux en mieux lire et écrire, et que les techniques d'imprimerie et de reliure avaient fait de grands progrès, pour la première fois livres, textes, cartes, brochures et journaux étaient largement disponibles et à un prix raisonnable. Une telle explosion de l'imprimé exigeait que fussent définis des normes pour la grammaire, le sens et l'orthographe, et il fallait pour cela un dictionnaire de la langue anglaise qui fît autorité. Comme personne n'aurait pu prendre à sa charge une telle tâche, c'est un consortium d'imprimeurs à succès de Londres (parmi lesquels Robert Dodsley et Thomas Longman) qui décida en 1746 de répondre aux besoins d'un public qui lisait et qui écrivait de plus en plus.
Le dictionnaire de Johnson n'était pas le premier dictionnaire anglais, ni même parmi les douze premiers. Au cours des 150 années qui avaient précédé, plus de vingt dictionnaires avaient été publiés en Angleterre, le plus ancien étant le wordbook latin-anglais de sir Thomas Elyot, publié en 1538. Parut ensuite en 1583 le dictionnaire de Richard Mulcaster, un directeur d'école qui avait compilé ce qu'il appelait « une table générale [de huit mille mots] que nous utilisons [encore] couramment... Ce serait quelque chose de bien digne d'éloges... si des personnes très instruites... voulaient bien recueillir tous les mots que nous utilisons dans la langue anglaise et en faire un dictionnaire... »
En 1598 fut publié par John Florio un dictionnaire italien-anglais. C'était le premier dictionnaire anglais à utiliser des citations (des « illustrations ») pour donner sa signification au mot. Jusque-là, dans aucun dictionnaire ne se trouvait de définitions réelles pour les mots ; cela devait changer un peu avec la Table Alphabeticall du maître d'école Robert Cawdrey, publiée en 1604. Bien qu'il ne contînt que 2 449 mots dont aucun ne commençait par les lettres W, X ou Y, c'était le premier dictionnaire monolingue en anglais.
Plusieurs autres dictionnaires suivirent : en latin, anglais, français et italien. La Lingua Britannica Reformata de Benjamin Martin (1749) et le Thesaurus Linguae Latinae d'Ainsworth (1737) sont tous les deux importants parce qu'ils définissent des entrées selon les sens différents du mot ou de ses formes. En anglais (entre autres), l'Interpreter de John Cowell, un dictionnaire juridique, fut publié en 1607 ; The New World of English words d'Edward Phillip parut en 1658 et un dictionnaire de 40 000 mots avait été établi en 1721 par Nathan Bailey. Aucun de tous ceux-là cependant n'avait été aussi complet dans l'étendue ou la manière que celui de Johnson.
Le problème de tous ces dictionnaires était leur mauvaise organisation et la pauvreté de leurs glossaires dans le domaine des mots difficiles, c'est-à-dire les mots techniques, étrangers, obscurs ou archaïques. Mais la plus grande faute de ces premiers lexicographes était peut-être, comme l'a écrit un historien, qu'ils « ne tenaient pas assez compte du sens tel qu'il était dans l'usage de la langue ». C'est ce que le dictionnaire de Johnson a été le premier à documenter de façon complète.

## Préparation duDictionnaire

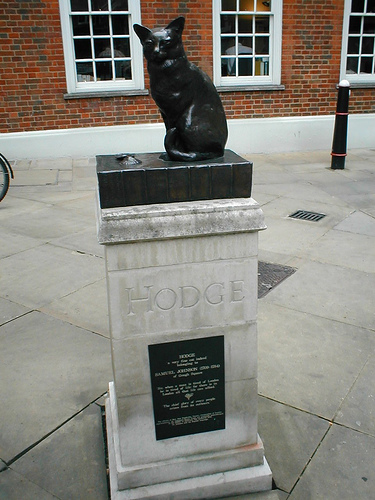
La cour du 17, Gough Square, avec la statue de Hodge, l'un des chats préférés de Johnson

C'est au 17, Gough Square, à Londres, sorte de « maison du Bon Dieu » où Johnson recueillait toute sorte d'indigents, que fut préparé le dictionnaire  entre 1746 et 1755. En 1747 Johnson avait écrit son Plan of a Dictionary of the English Language, où il expliquait clairement ses intentions et proposait une méthodologie pour la préparation de son document. Il voyait nettement l'avantage qu'il était possible de tirer des tentatives précédentes et (peut-être sous l'influence de Cowell) pensait qu'il devait procéder comme s'il s'agissait d'un recueil juridique :

« Puisque les règles du langage, comme celles des lois, reposent sur des précédents souvent répétés, je recueillerai donc les témoignages de tous côtés et m'efforcerai de découvrir et de promulguer les décrets établis par la coutume, laquelle est en possession depuis si longtemps, que ce soit par droit ou par usurpation, de la souveraineté sur les mots. »

Le Plan de Johnson reçut le soutien de Philip Stanhope, 4e comte de Chesterfield, mais sans que Johnson en tirât grand profit. Ce qui comptait pour Chesterfield, c'était seulement sa compétence. Sept ans après l'avoir rencontré une première fois pour discuter de son travail, il écrivit dans The World deux articles anonymes qui recommandaient le Dictionnaire. Se plaignant que la langue anglaise fût mal structurée, il concluait :

« Il nous faut avoir recours au vieil expédient des Romains dans les temps difficiles et choisir un dictateur. Ce principe accepté, j'apporte mon suffrage à M. Johnson pour qu'il occupe ce poste plein de grandeur et de difficultés. »

L'essai, cependant, ne fut pas du goût de Johnson, pour qui Chesterfield n'avait pas tenu sa promesse de patronner l'ouvrage. Dans une lettre, il expliqua ses sentiments concernant cette affaire :

« Cela fait sept ans, Monseigneur, qu'après avoir fait antichambre devant vos appartements j'ai été éconduit ; depuis lors j'ai persévéré dans mon travail à travers des difficultés dont il ne servirait à rien de me plaindre et il est maintenant sur le point d'être publié, sans que vous ayez rien fait pour m'aider, que vous m'ayez dit un mot d'encouragement, ou m'ayez gratifié d'un simple sourire. Voilà un traitement auquel je ne m'attendais pas, car je n'avais jamais de patron auparavant... Est-ce un patron en effet, Monseigneur, que celui qui regarde avec indifférence un homme tombé à l'eau qui se débat pour sauver sa vie mais, quand il a enfin atteint la rive, l'importune en lui offrant son aide ? Paru plus tôt, le compte-rendu favorable que vous avez été heureux de présenter sur mes travaux, m'aurait été bien agréable : mais il a tellement tardé qu'il m'est maintenant indifférent et ne me cause pas le moindre plaisir ; solitaire, je ne peux en faire part à personne ; connu, je n'en ai pas besoin. »

## Accueil fait à l'ouvrage

### Accueil initial
Dès le début ce fut un concert d'éloges : on n'admirait pas seulement le contenu du Dictionary, mais aussi le fait que Johnson l'eût réalisé à lui tout seul : 

« quand Boswell arriva à cette partie de la vie de Johnson, plus de trois décennies plus tard, il déclara que « le monde s'émerveillait devant un travail si prodigieux accompli par un seul homme, alors que d'autres pays avaient cru que de pareilles entreprises ne pouvaient être l'œuvre que d'académies tout entières ». Le Dictionary fut considéré dès l'instant où il parut comme le Johnson et à partir du moment où il fut achevé c'était le Dictionnaire de Johnson - son livre et sa propriété, son monument, son titre pour la postérité. »

Immédiatement après sa publication le Dictionary fut loué de façon enthousiaste dans des périodiques importants comme le London Magazine et dans le Gentleman's Magazine. Ce dernier lui consacra une étude de huit pages. Les critiques, dans la mesure où il y en eut, étaient d'un ton très modéré : « Parmi les jugements moins favorables le seul qui fût réfléchi venait d'Adam Smith dans la Edinburgh Review favorable aux Whigs... il « aurait souhaité que Johnson eût plus fréquemment censuré ces mots qui n'ont pas été approuvés par l'usage, même si quelquefois on les rencontre chez des auteurs au nom obscur ». En outre, il jugeai l'approche de Johnson pas « suffisamment grammaticale ».
En dépit de cette critique favorable faite à son Dictionnaire, la situation financière de Johnson resta généralement bien médiocre pendant les quelques années qui suivirent 1755 : « La légende de Johnson écrivant à la hâte Rasselas pour payer l'enterrement de sa mère a beau être une hyperbole romantique, elle illustre bien la précarité dans laquelle il vécut, presque quatre ans après l'achèvement de son travail sur le Dictionnaire. Ses embarras financiers ne cessant pas, il renonça à son logement de Gough Square en mars 1759, probablement parce qu'il ne pouvait plus le payer. Pourtant, juste au moment où Johnson allait se noyer dans le découragement, la réputation du Dictionnaire lui valut une dernière récompense. En juillet 1762 le roi George III, qui n'avait que vingt-quatre ans, lui accorda une pension de l'État de 300 £ par an. Sans être une fortune, cette somme garantissait à Johnson qu'il n'aurait plus à courir après quatre sous. »

### Critiques
Avec le développement de la lexicographie, des défauts apparurent dans l'ouvrage de Johnson : Selon Henry Hitchings, « Dès le début des détracteurs se firent entendre. Le plus bruyant d'entre eux peut-être était John Horne Tooke ... Non content de juger l'ouvrage "imparfait et défectueux", il déplorait que ce fût "l'une des réalisations les plus négligées qu'on eût jamais offertes au public", que son auteur "ne possédait pas une seule des conditions requises pour une telle entreprise", que les parties grammaticales et historiques étaient "des réalisations tout à fait indignes" et que "près d'un tiers ... était autant du hottentot que de l'anglais" ». « Horace Warpole, ajoute-t-il, résume l'opinion des adversaires en assurant à la fin du XVIIIe siècle : "Je ne peux pas m'imaginer que la réputation du Dr. Johnson sera très durable", son dictionnaire est "un travail surprenant pour un seul homme", mais "la tâche est excessive pour un seul homme, et [...] seule une société peut avoir la prétention de publier un dictionnaire standard." Les réserves de Warpole mises à part, les admirateurs dépassaient en nombre les détracteurs, et la réputation du Dictionnaire fut maintes fois promue par d'autres : philologues, lexicographes, enseignants et grammairiens ».

### Influence en Grande-Bretagne
Malgré les critiques, « l'influence du Dictionnaire fut profonde. Johnson avait établi à la fois une méthodologie pour la façon dont les dictionnaires doivent être coordonnés et un paradigme pour la façon de présenter les entrées. Quiconque après Johnson a essayé de créer un dictionnaire l'a fait dans son ombre ». Dans son histoire de l'Oxford English Dictionary, Simon Winchester affirme de son prédécesseur, que « vers la fin du dix-huitième siècle, on avait accès à ce grand livre dans toute famille instruite et que son autorité était telle que chaque fois qu'on parlait du Dictionnaire c'était du Johnson et pas d'un autre. « On interrogeait le Dictionnaire », écrit Winchester, "comme on aurait pu interroger la Bible." ». Un des premiers collaborateurs et éditeur de l'Oxford English Dictionary, James Murray, reconnaissait que bon nombre des définitions de Johnson avaient été adoptées sans changement car, « quand ses définitions sont correctes et son agencement judicieux, il semble normal de le suivre. [...] Finalement l'OED reproduit environ 1 700 des définitions de Johnson, en les marquant tout simplement « J.».

### Retentissement à l'étranger
L'influence de Johnson ne resta pas limitée à la Grande-Bretagne et à l'anglais : « Le président de l'Accademia de Florence déclara que le Dictionnaire resterait "un monument perpétuel à la gloire de l'auteur, un honneur pour son propre pays en particulier, et un bienfait universel pour la République de lettres" ». Ce n'était pas là un  éloge vain. Le travail de Johnson servit de modèle aux lexicographes des autres pays. Il n'est nullement surprenant que son ami Giuseppe Baretti ait choisi de prendre le Dictionnaire comme modèle pour son dictionnaire italien-anglais de 1760, comme ce fut le cas pour le dictionnaire espagnol près de vingt ans plus tard. Mais il existe de nombreux exemples de l'influence qu'eut Johnson au-delà de son propre cercle. Son travail fut traduit en français et en allemand. »  Et « en 1777, lorsque Ferdinando Bottarelli publia un dictionnaire italien-français-anglais (les trois langues figuraient côte-à-côte), ses autorités pour les mots français et italiens étaient les ouvrages des Académies française et italienne, mais pour l'anglais, il recourait au Johnson. »

### Influence en Amérique
On exporta le Dictionnaire en Amérique où « l'adoption du Dictionnaire fut un événement très important non seulement dans son histoire, mais dans l'histoire de la lexicographie. Pour les Américains de la seconde moitié du XVIIIe siècle, Johnson était l'autorité de référence en matière de langue, et le développement ultérieur de la lexicographie en Amérique se fit dans son ombre. » Pour les lexicographes américains il était impossible d'ignorer le Dictionnaire : « les deux grands lexicographes de l'Amérique au XIXe siècle, Noah Webster et Joseph Emerson Worcester, débattirent farouchement au sujet de l'héritage de Johnson [...] En 1789, [Webster] déclara que « la Grande-Bretagne, dont nous sommes les enfants et dont nous parlons la langue, ne doit plus être notre règle, car le goût de ses auteurs est déjà corrompu, et sa langue sur le déclin". » Cependant, alors que Webster trouvait des défauts chez Johnson, Joseph Worcester saluait son travail et même, défendait l'ouvrage de Johnson  dans son Universal and Critical Dictionary of the English Language publié en 1846, faisant valoir que « dès l'instant de sa publication, [il] a été, bien plus que tout autre, considéré comme la norme pour la langue ». En dépit de l'évolution de la lexicographie en Amérique du Nord, le dictionnaire a joué un rôle éminent dans le droit, en particulier aux États-Unis. Les législateurs se sont beaucoup attachés à vérifier le « sens premier » des termes pour essayer de préserver le sens littéral de la législation de leurs prédécesseurs. [...] Souvent, il s'agit d'une question d'histoire de la langue : pour comprendre une loi, on a besoin de comprendre ce que signifiaient les mots pour ceux qui l'ont promulguée. « Aussi longtemps que la Constitution américaine restera intacte, le Dictionnaire de Johnson aura un rôle à jouer dans la loi américaine » affirme Henry Hitchings.